# Enclos et cabordes d'Échenoz-la-Méline
L'enclos et les cabordes d'Échenoz-la-Méline sont des vestiges du passé viticole de la commune française d'Échenoz-la-Méline, au sud de Vesoul, dans la Haute-Saône.

## Histoire
Situées au milieu de la forêt d’Échenoz-la-Méline, deux cabanes en pierres sèches, dites cabordes, et leur enclos, témoignent de l'activité viticole avant son arrêt à la suite de l'invasion du phylloxéra. Les cabanes servaient également d’abris aux bergers et forestiers. Certains écrits font  aussi référence à des refuges pour les lépreux. 
Les cabordes étaient principalement destinées à ranger les outils des vignerons, et ceux-ci pouvaient s'y abriter et y passer la nuit pendant les vendanges.
Elles se trouvent entre la combe Favirolles et celle du Janiton, à 600 mètres de la route nationale 57 le long d’un chemin, dans le bois de Maurogneux, au lieu-dit  entre Deux Bois. 
Les cabordes, dont une bien conservée, et leur enclos sont inscrits comme monument historique depuis le 19 janvier 1993.

## Galerie

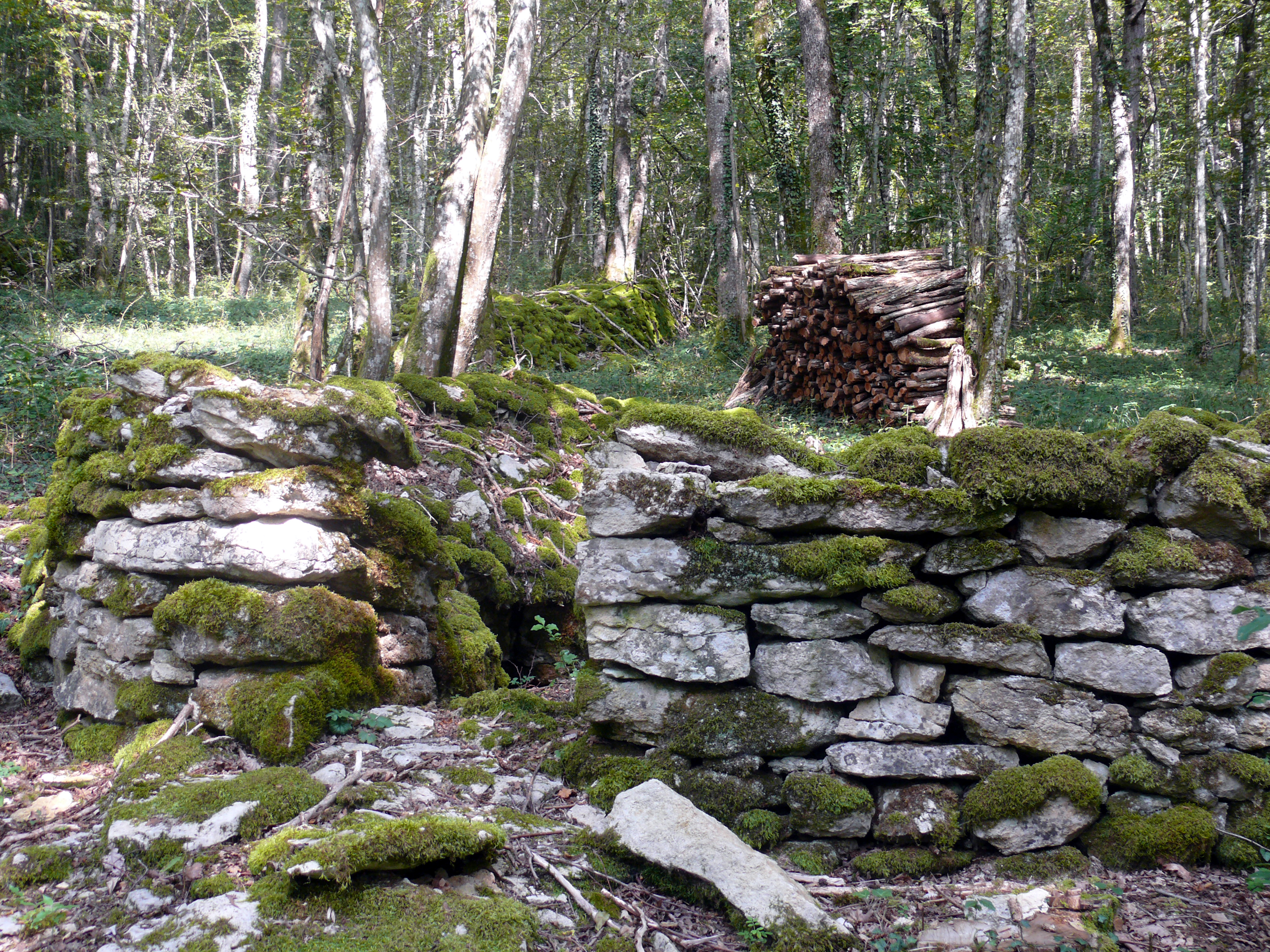
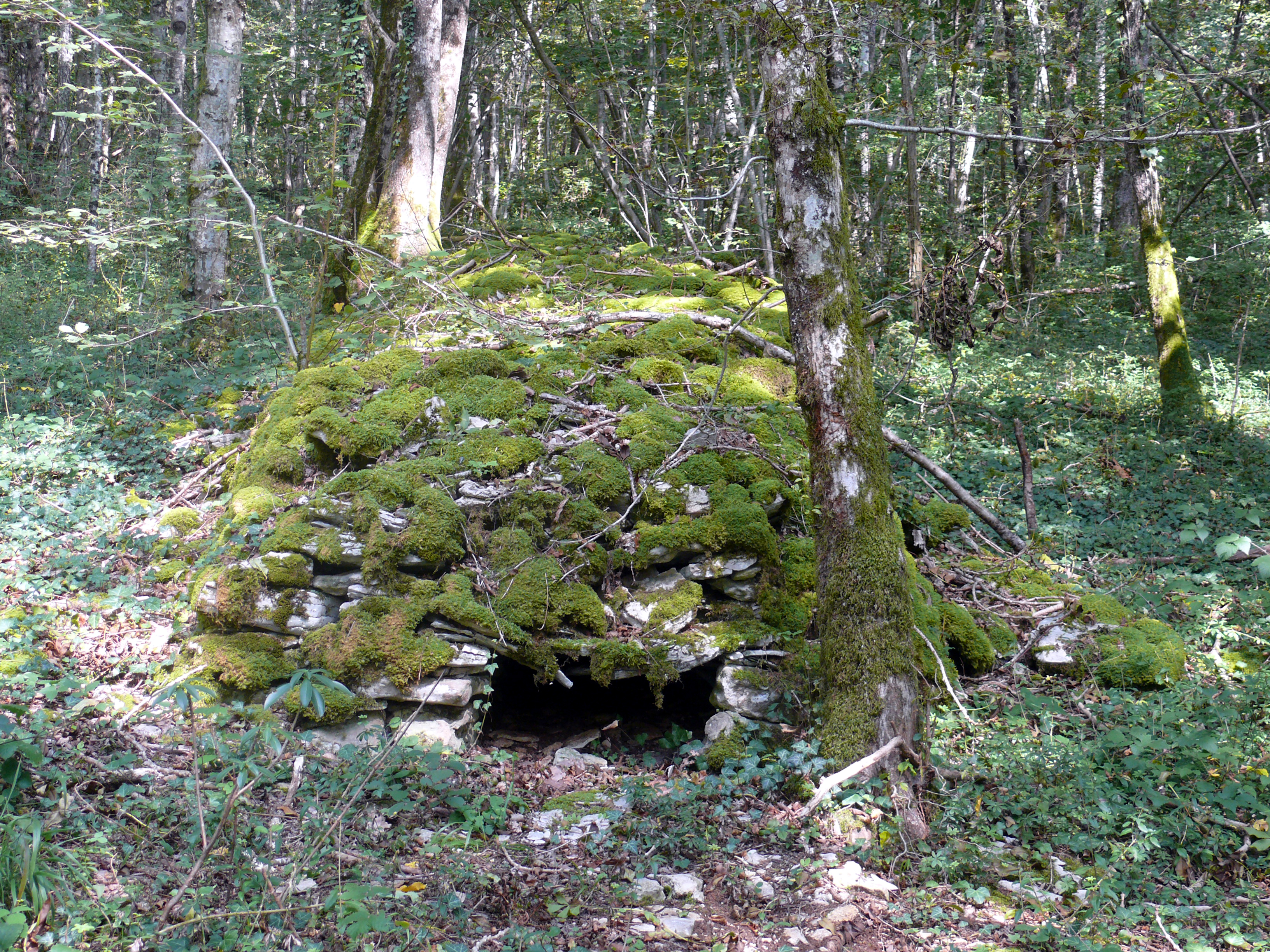
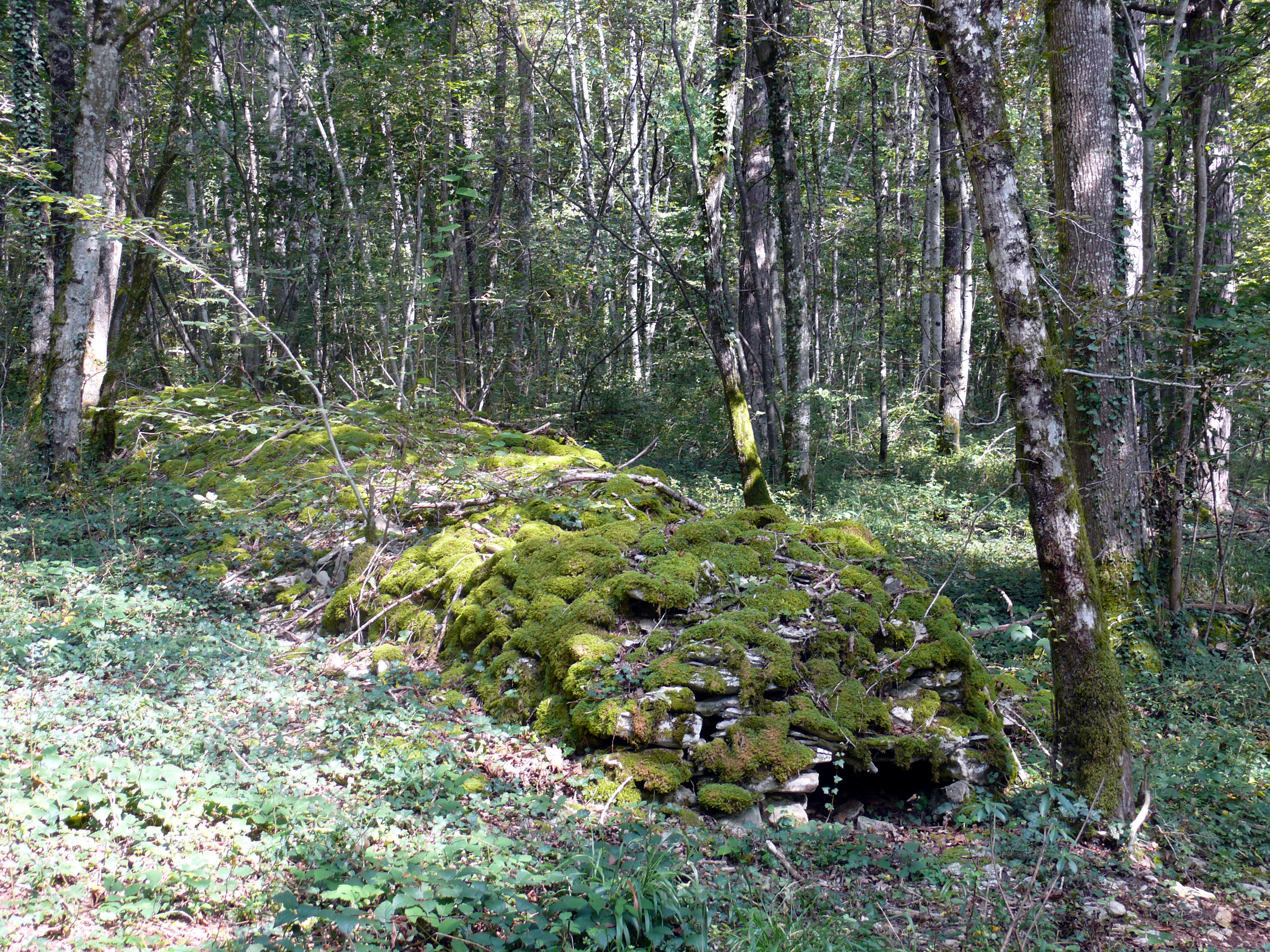